# Länsväg Z 568.01
Länsväg Z 568.01 är en kortare länsväg i Östersunds kommun i Jämtlands län som förbinder länsväg 568 vid småorten Lockne (nära vägen mot Haxäng) med den närligggande Europaväg 14. Vägen är cirka 170 meter lång och asfalterad. Den korsar Mittbanan genom en bevakad plankorsning.
Vägen ansluter till:
- Länsväg Z 568 (vid Lockne/Haxäng)
- Europaväg 14 (vid Lockne/Haxäng)